# La Bonanova (metrostation)
La Bonanova is een metrostation aan FGC metrolijn 6 van de metro van Barcelona. Het is in 1952 geopend. Dit station wordt tevens aangedaan door lijnen S5 en S55 van de Metro del Vallès forensentreindienst. Het station werd genoemd naar de Mare de Déu de Bonanova, tweede patroonheilige van de voormalige gemeente Sant Gervasi de Cassoles.
De locatie van dit station in Barcelona is het district Sarrià-Sant Gervasi onder de Via Augusta bij de Carrer de Ganduxer. Het heeft twee ingangen, een aan elke zijde van de Via Augusta, en drie perrons (twee zijperrons voor instappen en een centraal perron voor uitstappen) ook bekend als de "Spaanse methode."

## Lijnen
- Metro van Barcelona FGC lijn L6.
- Metro del Vallès FGC stoptreinlijnen S5 en S55.